# Eriko Ishino
Eriko Ishino –en japonés, 石野枝里子, Ishino Eriko– (Obihiro, 1 de diciembre de 1985) es una deportista japonesa que compitió en patinaje de velocidad sobre hielo.
Ganó una medalla de bronce en el Campeonato Mundial de Patinaje de Velocidad sobre Hielo en Distancia Individual de 2005, en la prueba de persecución por equipos. Participó en los Juegos Olímpicos de Turín 2006, ocupando el cuarto lugar en la misma prueba.

## Palmarés internacional
| Campeonato Mundial en Distancia Individual | Campeonato Mundial en Distancia Individual | Campeonato Mundial en Distancia Individual | Campeonato Mundial en Distancia Individual |
| Año                                        | Lugar                                      | Medalla                                    | Prueba                                     |
| ------------------------------------------ | ------------------------------------------ | ------------------------------------------ | ------------------------------------------ |
| 2005                                       | Inzell (Alemania)                          | Medalla de bronce                          | Persecución por equipos                    |